# Merriamosauridae
Merriamosauridae — родина доісторичних плазунів вимерлого ряду іхтіозаврів.
В родину включають два роди та три види:
- Merriamosaurus
  - Merriamosaurus hulkei[2]
- Pessopteryx[3]
  - Pessopteryx nisseri
  - Pessopteryx pinguis